# 日本海追分ソーランライン

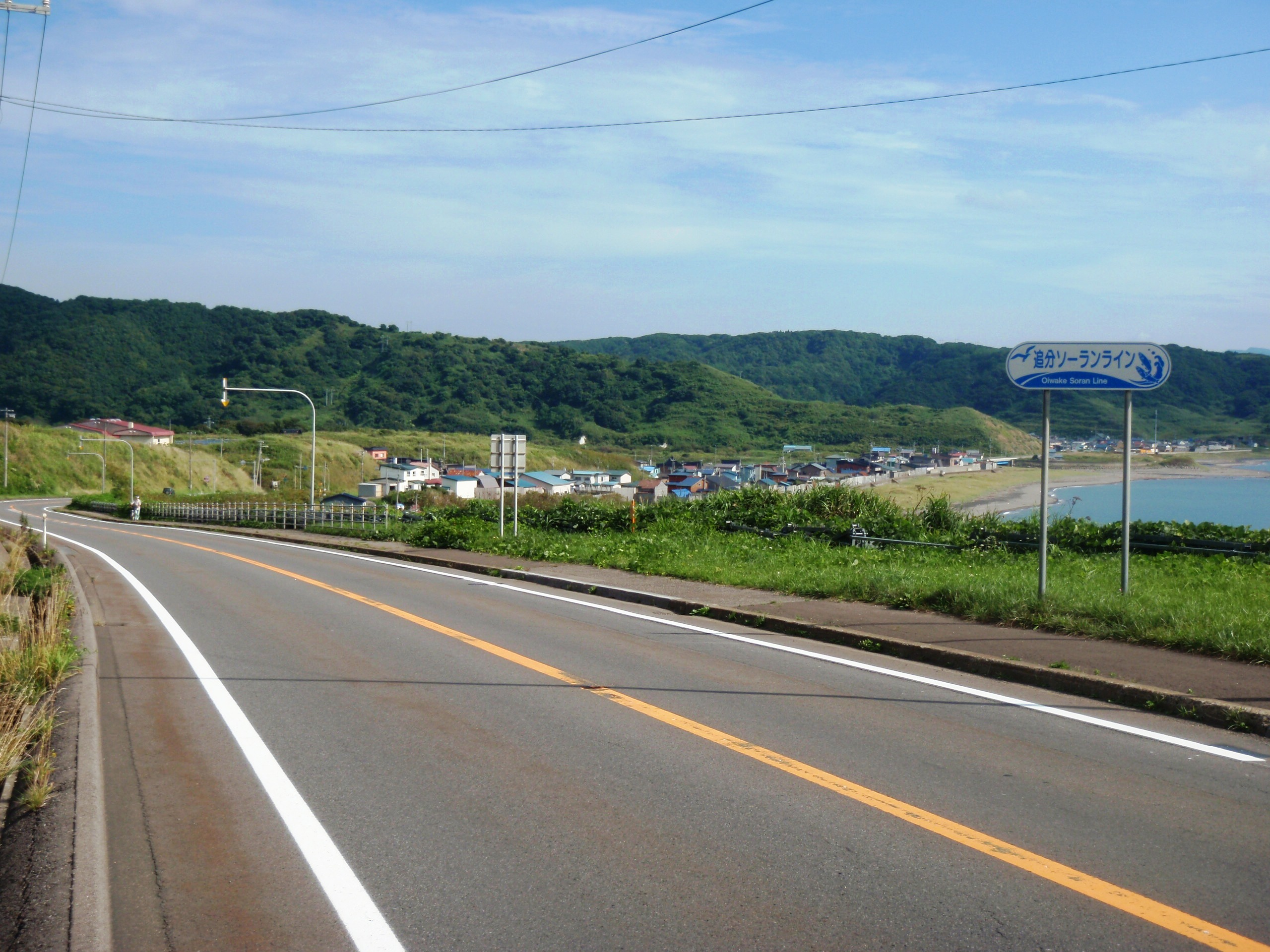
乙部町元和付近

日本海追分ソーランライン（にほんかいおいわけソーランライン）は、北海道津軽海峡・日本海側函館市から小樽市までの国道228号、国道229号、国道5号の愛称である。

## 経路
国道228号区間、国道229号区間はほぼ全線を通る。国道5号区間は国道229号と全区間重複しており、国道229号重複終点から日本海オロロンラインに接続する。函館市万代町 - 北斗市七重浜（国道228号重複）、江差町中歌 - 江差町柳崎までの区間は国道227号を通る。

### 国道227号・国道228号区間
北斗市七重浜までは国道227号と重複し、福島峠を通過し、福島町吉岡までは国道280号と重複する。なお、国道280号はそのまま海上国道となり、青森県へ向かう。そして、江差町で少し国道227号を通り、国道229号へ向かう。

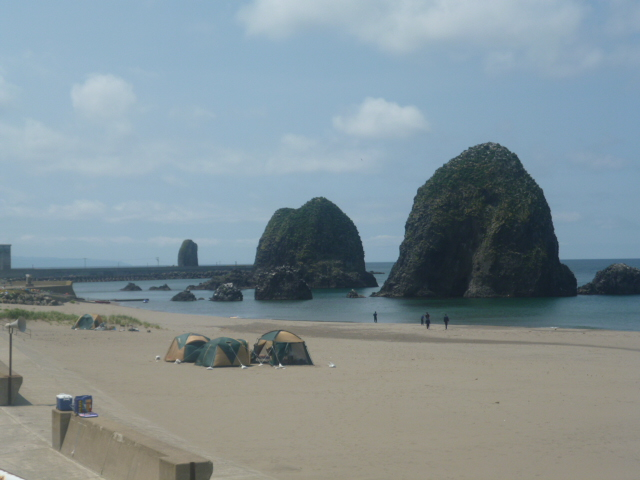
三本杉岩

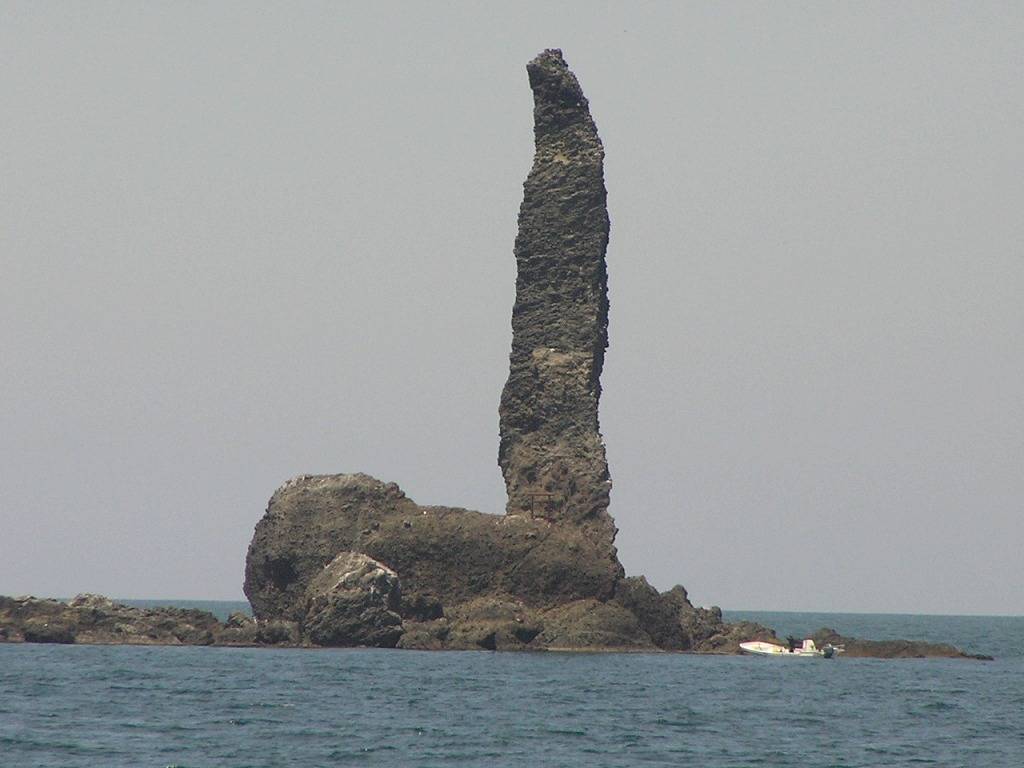
ローソク岩

### 国道229号・国道5号区間
江差町柳崎からは、奇岩が多くなり、トンネルも多くなる。せたな町の太櫓越峠を超える以外では、ほとんど海沿いを通り、ずっと風景は漁村ばかりになる。
余市町黒川に入ると、雰囲気が一変し、国道5号と重複し、そのまま小樽駅前まで重複する。

## 通過する自治体
- 北海道
  - 渡島総合振興局
    - 函館市 - 北斗市 - 上磯郡木古内町 - 上磯郡知内町 - 松前郡福島町 - 松前郡松前町 -

  - 檜山振興局
    - 檜山郡上ノ国町 - 檜山郡江差町 - 爾志郡乙部町 -

  - 渡島総合振興局
    - 二海郡八雲町 -

  - 檜山振興局
    - 久遠郡せたな町 -

  - 後志総合振興局
    - 島牧郡島牧村 - 寿都郡寿都町 - 寿都郡黒松内町 - 寿都郡寿都町 - 磯谷郡蘭越町    - 岩内郡岩内町 - 岩内郡共和町 - 古宇郡泊村 -  古宇郡神恵内村 - 積丹郡積丹町 - 古平郡古平町 - 余市郡余市町 - 小樽市

## 名前の由来
民謡の江差追分とソーラン節に由来する。通過する地域の海はかつてニシン漁で栄え、鰊漁に関する数々の民謡が生み出された。